# Giorgio Ferroni
Giorgio Ferroni (* 12. April 1908 in Perugia; † 17. August 1981 in Rom) war ein italienischer Filmregisseur und Dokumentarfilmer.

## Leben
Ferroni hatte Jura studiert und bekleidete 1932 für einige Monate das Amt des Vizeprätors in Neapel und arbeitete einige Zeit als Filmkritiker. 1933 wurde er Assistent von Gennaro Righelli und drehte Dokumentar-Kurzfilme, von denen zwei ausgezeichnet wurden, für das Istituto Luce; anschließend war er technischer Leiter bei der Incom (1938) und bei der eigenen Firma Ferroni Cortometraggi. Sein Spielfilmdebüt war 1937 die italienische Version von Kurt Gerrons Die drei Wünsche. Der darauf folgende halbdokumentarische L'ebbrezza del cielo, der teilweise in Farbe gedreht wurde, erhielt enthusiastische Besprechungen der zeitgenössischen Kritiker. Dem dokumentarischen Film – ein weiterer Höhepunkt war sein 1956 entstandener Vertigine bianca – blieb Ferroni bis Ende der 1950er Jahre verbunden; immer wieder streute er Spielfilme in sein Schaffen ein. Ab 1960 wandte er sich ausschließlich dem Genrefilm zu und schuf überdurchschnittliche Unterhaltungsware, darunter den frühen Horrorfilm Die Mühle der versteinerten Frauen und drei Italowestern mit dem Hauptdarsteller Giuliano Gemma. Ab 1965 benutzte er das Pseudonym Calvin Jackson Padget.
Ferroni war mit der Schauspielerin Nada Fiorelli verheiratet.

## Auszeichnungen
Bei den Filmfestival Venedig erhielt er 1936 für Pompeji und 1938 für den Kurzfilm Armonie pucciniane jeweils einen Preis.

## Filme
Dokumentarfilme (Auswahl)
- 1936: Pompei
- 1938: Criniere al vento
- 1938: Armonie pucciniane (Kurzfilm)
- 1940: In vacanza con i principini
- 1940: Cinque minuti colla nazionale di calcio
- 1941: L’accademia dei vent’anni (Dokumentarfilm)
- 1956: Der weiße Sieg (Vertigine bianca) (Dokumentarfilm über die Olympischen Spiele 1956)
- 1957: L’oceano ci chiama (Dokumentarfilm)
- 1958: Ricordi Pucciniani (Dokumentarfilm)

Spielfilme
- 1937: De drie wensen (I tre desideri)
- 1938: Terra di fuoco
- 1939: L'ebbrezza del cielo
- 1942: Il fanciullo del West
- 1943: Arcobaleno
- 1944: Macario contro Zagomar
- 1945: Casello N. 3
- 1946: Senza famiglia
- 1946: Ritorno al nido
- 1946: Pian delle stelle
- 1947: Tombolo, paradiso nero
- 1949: Vivere a sbafo
- 1949: Marechiaro
- 1960: Die Mühle der versteinerten Frauen (Il mulino delle donne di pietra)
- 1961: Die Bacchantinnen (Le baccanti)
- 1961: Der Kampf um Troja (La guerra di Troia)
- 1963: Die Eroberung von Mykene (Ercole contro Molock)
- 1964: Spartacus - Der Held mit der eisernen Faust (Il colosso di Roma)
- 1964: Der Löwe von Theben (Leone di Tebe)
- 1964: Der Tribun von Rom (Coriolano: eroe senza patria)
- 1965: Ein Loch im Dollar (Un dollaro bucato)
- 1966: Höllenjagd auf heiße Ware (New York chiama Superdrago)
- 1966: Tampeko – Ein Dollar hat zwei Seiten (Per pochi dollari ancora)
- 1967: Wanted (Wanted)
- 1968: Il pistolero segnato da Dio
- 1969: Königstiger vor El Alamein (La battaglia di El Alamein)
- 1970: Der feurige Pfeil der Rache (L'arciere di fuoco)
- 1972: La notte dei diavoli
- 1975: Der Tomatenkrieg (Antonio e Placido - Attenti ragazzi… chi rompe paga)